# Vizedomamt Leibnitz

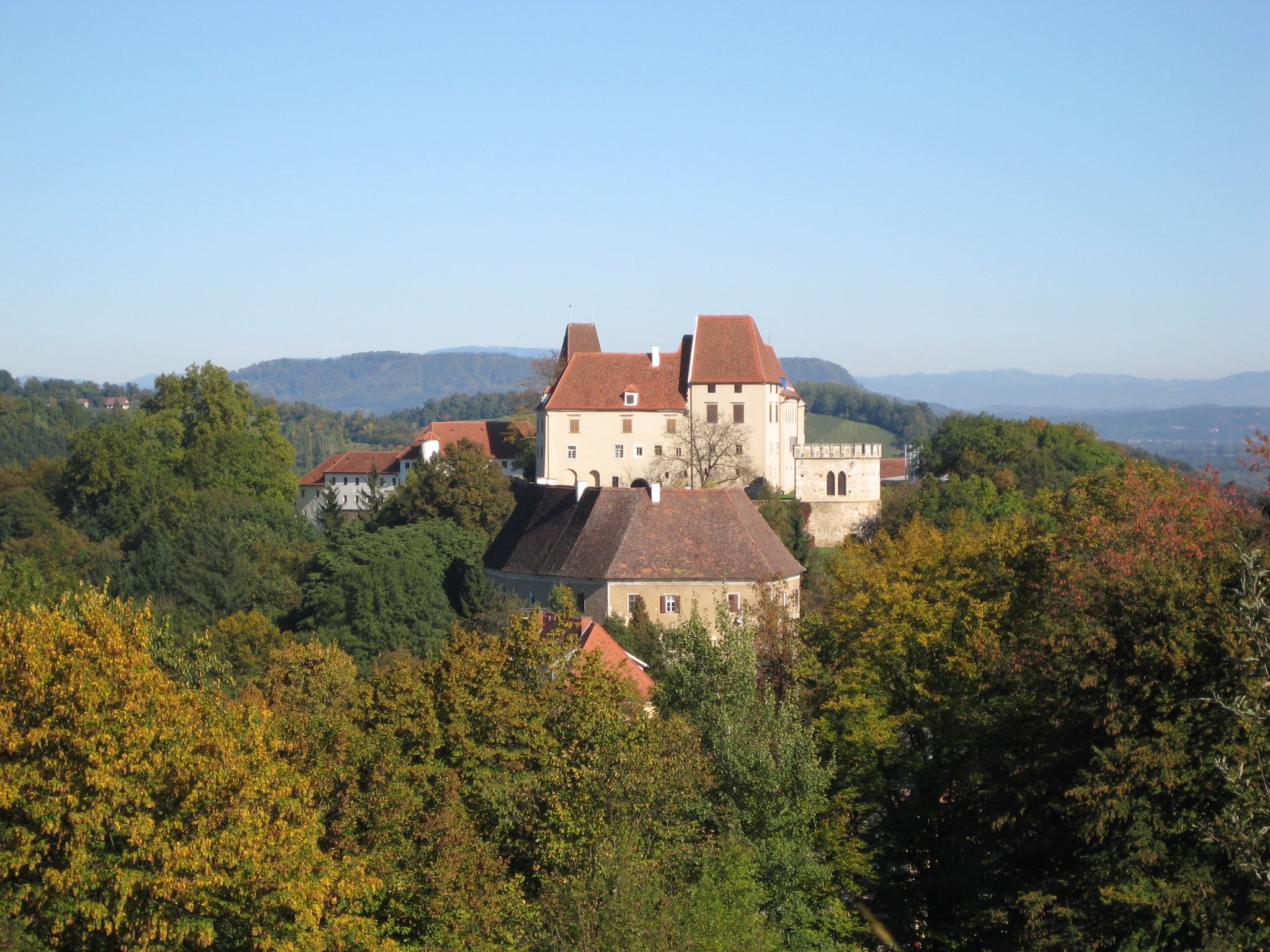
Schloss Seggau

Das Vizedomamt Leibnitz war ein hohes Verwaltungsamt im Erzstift Salzburg. Der Vizedom in Leibnitz mit Sitz auf Schloss Seggau war bis 1595 für die Verwaltung der Gebiete des Erzstifts in der Steiermark zuständig.

## Geschichte
Das Gebiet um Leibnitz befand sich ab 860 im Besitz des Erzbistums Salzburg. Das früheste Schriftzeugnis ist von 970 und lautet „civitas Lipnizza“. Der Name geht auf altslawisch Lipъnica (Lindensiedlung) zurück.
Wohl schon im 11. Jahrhundert hatte Salzburg für seinen Besitz in und um Leibnitz einen Amtmann eingesetzt, der den Zins von den Urbarleuten einhob. Der erstmals im 13. Jahrhundert erscheinende Vizedom in Leibnitz verwaltete dann die Salzburger Besitzungen in der gesamten Steiermark mit den Herrschaften Leibnitz, Deutschlandsberg, Pettau, Rann, Lichtenwald, Pischätz und Reichenburg. 
Der erste namentlich bekannte Vizedom ist ein Rudbertus de Vogan, der nach Bischof Heinrich von Seckau als zweiter Zeuge genannt wird, als der Salzburger Erzbischof Eberhard II. am 26. Dezember 1234 in Leibnitz eine Schenkungsurkunde über einige Güter für das Kloster Admont ausstellte.
Im Gefolge der Ungarnkriege hatte Salzburg bis 1490 nicht nur viel Besitz in der Steiermark verloren, sondern auch die weitgehend exterritoriale Stellung des Vizedomamts Leibnitz eingebüßt. Die salzburgischen Güter waren nun auch der allgemeinen Landsteuer unterworfen. Trotzdem beanspruchte der Erzbischof noch immer landesherrliche Rechte über seine steirischen Besitzungen, was ihn in Konflikt mit den steirischen Landständen brachte. Im Vertrag von 1517 verzichtete Erzbischof Leonhard in einem Vertrag mit den Polheimern auf seine viel weitergehenden Rechte aus dem Jahre 1458. 1532 zerstörten zudem die Türken weite Teile des Gebietes. Bei Verhandlungen in Wien im Oktober 1535 wurde durch Erzbischof Matthäus Lang die Landeshoheit über das Vizedomamt Leibnitz endgültig an das Haus Österreich abgetreten.
1595 wurde das Salzburger Vizedomamt Leibnitz dem steirischen Bischof und Gegenreformator Martin Brenner verkauft. Das Schloss Seggau war bis ins 20. Jahrhundert Sommerresidenz der Bischöfe von Graz-Seckau.